# Una estrella en mi jardín
Una estrella en mi jardín es el nombre del 14⁰ álbum grabado por la cantante y compositora española Mari Trini. Lanzado por el sello discográfico español Hispavox en 1982, contó con la producción de Danilo Vaona así como de la propia cantante. La canción mas destacada es "Una estrella en mi jardín" que repite el éxito ya obtenido en temas como "Amores", "Yo no soy esa", "Ayúdala" y "Te amaré, te amo y te querré".

## Lista de Canciones
Todas las canciones escritas y compuestas por Mari Trini, expecto donde se indica.

| Cara A |                             |                             |          |  |
| N.º    | Título                      | Letras                      | Duración |  |
| 1.     | «Una estrella en mi jardín» | Mari Trini · Maryni Callejo | 5:00     |  |
| 2.     | «Robar amor»                | Mari Trini · Maryni Callejo | 4:50     |  |
| 3.     | «Tu y tu dios»              |                             | 4:35     |  |
| 4.     | «A bailar... A seguir»      |                             | 3:11     |  |

| Cara B |                 |          |  |
| N.º    | Título          | Duración |  |
| 1.     | «Hablando sola» | 4:27     |  |
| 2.     | «¡Ay Señor!»    | 4:26     |  |
| 3.     | «Amor mío»      | 3:37     |  |
| 4.     | «A ese hombre»  | 4:14     |  |